# Autotreno FS ATR.100
Gli autotreni ATR.100 sono stati dei treni automotori articolati Diesel (detti autotreni) delle Ferrovie dello Stato italiane che hanno circolato tra gli anni trenta e gli anni sessanta del XX secolo. La sigla ATR sta per Auto Treno Rapido.	

## Storia
Il grande successo delle automotrici nei servizi rapidi mise ulteriormente in evidenza il potenziale della trazione Diesel leggera, che con l'inserimento in orario di frequenti rapidi o direttissimi di adeguata capienza affidati ad automotrici o treni automotori, avrebbe potuto garantire generalizzati miglioramenti nel servizio viaggiatori, evitando i perditempi per i cambi del mezzo di trazione nelle inversioni di marcia o nel passaggio tra due differenti sistemi di trazione elettrica. Conscia di queste potenzialità e del fatto che il comando multiplo di due automotrici, che verrà comunque realizzato a partire dalle ALn 556, non sarebbe stato sufficiente per garantire la capienza richiesta, la FIAT Materfer intraprese sin dal 1934 lo sviluppo di un treno automotore articolato a trazione Diesel-meccanica, equipaggiato con due motori da 600 CV in grado di fargli raggiungere la velocità di 160 km/h.
Il primo autotreno uscì di fabbrica il 21 agosto 1936, affrontò la prima corsa di prova cinque giorni dopo e il 19 settembre raggiunse per la prima volta i 150 km/h sulla ferrovia Torino-Novara. Nel periodo di prova i motori vennero tarati fino a 450-500 CV a 1700 giri/min, un primato mondiale di velocità per mezzi ferroviari a motore endotermico. Venne poi esposto alla Fiera di Milano del 1937.

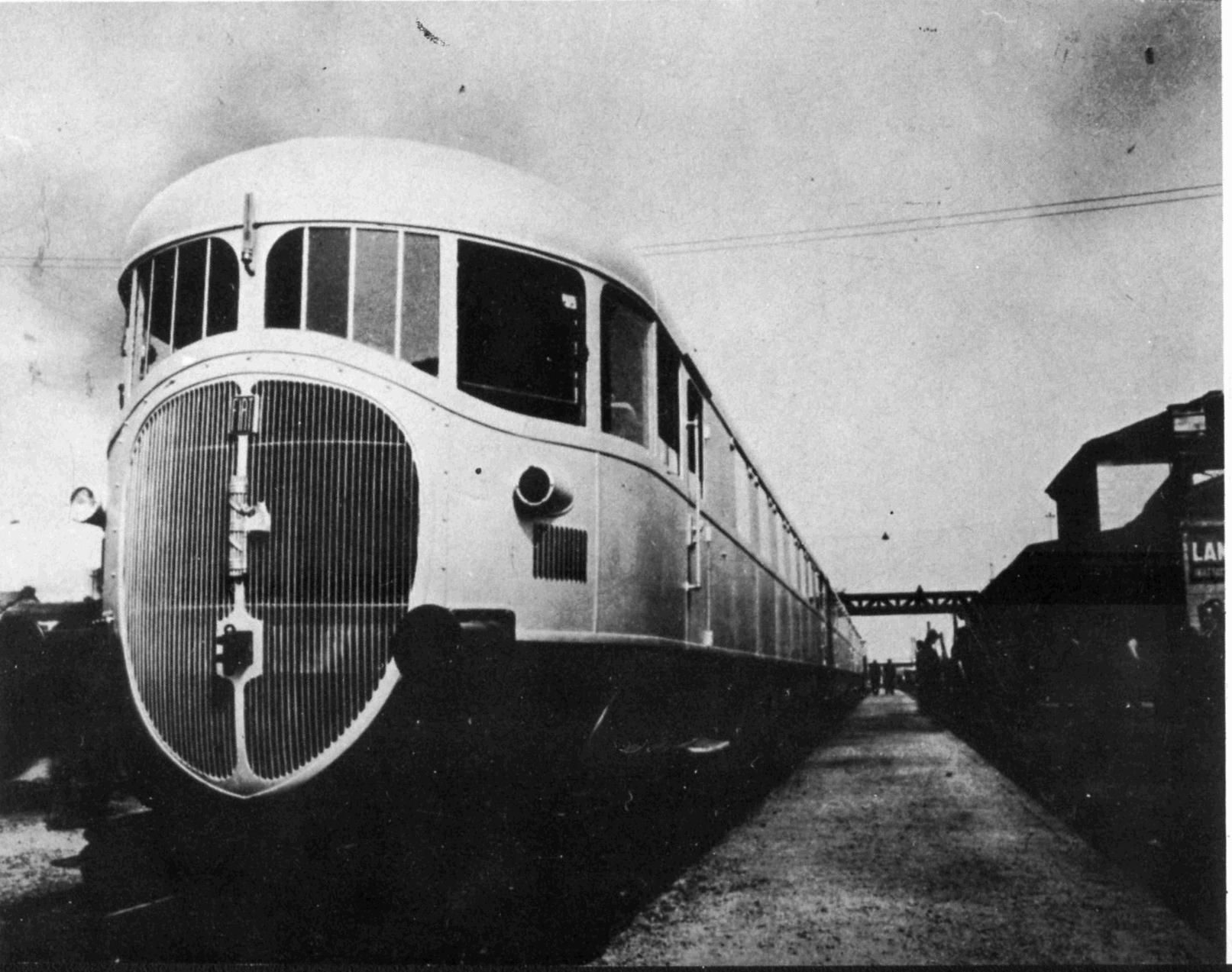
L'autotreno FS ATR.101 in sosta alla stazione di Chivasso il 12 settembre 1936.

La corsa di prova del 12 settembre 1936 mise però in evidenza alcune preoccupanti criticità nell'impianto frenante, nella stabilità di marcia e nelle vibrazioni indotte sulla cassa e sull'arredamento dai motori di trazione e del gruppo elettrogeno, che portarono alla decisione di apportare sostanziali modifiche ai treni che la FIAT continuava ad approntare mentre l'ATR.101 riprendeva le corse di prova dopo la parentesi della Fiera di Milano. Vennero dunque introdotte importanti varianti al sistema frenante (introduzione di ceppi di ghisa agenti sul cerchione, in ausilio ai soli freni a tamburo originali) ed alle sospensioni, accompagnate da una drastica riduzione di velocità a 120 km/h, ottenuta ritarando la potenza dei motori a 375 CV a 1500 giri/min, che fece perdere al convoglio una delle sue caratteristiche peculiari: l'elevata velocità di marcia.
La messa a punto dell'ATR.100, nato condizionato dalla scarsità di mezzi diagnostici e dalla mancanza di esperienza nel campo di velocità a cui era destinato, si rivelò subito difficile: le criticità vennero ricercate con lunghe corse di prova sull'itinerario circolare Torino-Milano-Venezia-Bologna-Milano-Torino con velocità spinta oltre i 160 km/h, che misero in evidenza una serie di problemi legati principalmente alla sistemazione dei motori sui carrelli, all'eccessiva rigidezza trasversale tra cassa e carrelli e alle oscillazioni di rollio della cassa intermedia.
L'ATR.100 fu costruito in 9 esemplari (ATR.101-109) ultimati nel 1940, ma la lunga messa a punto e lo scoppio della seconda guerra mondiale non ne permisero l'ingresso in servizio regolare: i motori furono subito smontati e destinati a usi bellici, mentre le quattro unità ATR.102, 104, 105 e 109 furono danneggiate irreparabilmente dai bombardamenti. Dopo la fine del conflitto e la ripresa dei servizi ferroviari, la carenza di materiale rotabile indusse a ripristinare i cinque autotreni superstiti che, modificati per aumentarne la capacità con la trasformazione in ambiente viaggiatori della carrozza precedentemente destinata ai servizi, vennero messi in servizio soprattutto fra Torino e Milano e Torino e Bologna.
Sull'entrata in servizio degli ATR prima della seconda guerra mondiale la letteratura ferroviaria non riporta informazioni certe. Alcuni autori sostengono, senza specificare le fonti consultate, che vennero immessi in servizio regolare nel 1940 sulla linea Torino–Milano–Venezia. Altri, non avendo riscontri di un servizio viaggiatori più o meno regolare, si limitano a citare il fatto che gli ATR compirono frequenti viaggi sperimentali da Torino ad Aosta, Milano, Genova, Bologna e forse Venezia e Trieste.
Gli autotreni ATR.100 non ebbero vita facile, sia per vari inconvenienti tecnici, sia a causa della guerra, durante la quale ne vennero distrutte irrimediabilmente quattro unità (ATR.102, 104, 105, 109). I cinque treni restanti, anch'essi danneggiati, vennero giudicati ancora utilizzabili ed affidati alla FIAT nel 1947 per la ricostruzione. Nell'occasione vennero fatte parecchie modifiche che comportarono l'eliminazione dei condizionatori e del servizio ristorante e l'aumento dei posti a sedere a 115 (38 di 1ª classe e 77 di 2ª classe), con l'eccezione dell'ATR.107 che ne disponeva di 136 (38 di 1ª classe e 98 di 2ª classe). Con queste modifiche la massa a vuoto passò a 103,000 kg e quella in ordine di marcia salì a 112,500 kg sugli ATR.101, 103, 106, 108 e a 114,000 kg sull'ATR.107.
I cinque autotreni rientrarono in servizio regolare nel 1948, sulle linee da Torino per Milano, Genova e Bologna.
Presto, comunque, gli ATR dimostrarono di non corrispondere più alle esigenze dei servizi da svolgere, sia dal punto di vista dei viaggiatori che da quello del personale di condotta. Infatti da un lato la loro capienza era troppo limitata, dall'altro la presenza del lungo cofano motore in cabina limitava la visuale del personale di macchina specialmente in caso di condizioni meteorologiche avverse. Inoltre la presenza di due soli assi motori in tutto (uno per ogni carrello motore) rendeva l'autotreno particolarmente soggetto a slittamenti specialmente in caso di spunti in salita, motivo per cui, tra l'altro, fu ben presto ritirato dal servizio sulla Torino-Genova che presenta tratte piuttosto acclivi. Manifestarono anche un'elevata attitudine ad incendiarsi a causa delle perdite di nafta e olio dal gruppo elettrogeno posto sulla vettura nº 1.
Uno di questi incendi si sviluppò sull'ATR.106 verso le sei del mattino del 20 gennaio 1957, mentre si apprestava a lasciare il deposito locomotive di Torino Smistamento dopo il rifornimento di carburante, distruggendo completamente la vettura nº 1 e danneggiando in modo rilevante le restanti. L'ATR.106 fu quindi sottoposto ad un rinnovamento radicale a cura dell'Officina Materiale FS di Torino nel 1957, che comportò, tra l'altro, la trasformazione in treno di sola 1ª classe e il cambio della verniciatura esterna da bruno-isabella a verde magnolia e grigio perla come quella dell'ETR 300. Rientrò in servizio così modificato nei primi mesi del 1958, con il soprannome "Il tre bello", mentre gli altri vennero progressivamente modificati allo stesso modo entro la fine del 1959.
Nell'estate del 1958 ripresero servizio sulla Torino–Milano e sulla Torino–Genova con un esasperante stillicidio di guasti, che culminarono la sera del 3 giugno 1961, vigilia dell'inaugurazione della trazione elettrica sulla Torino-Milano, con un furioso incendio che si sviluppo nuovamente sulla vettura nº 1 dell'ATR.106 che stava correndo tra Vittuone-Arluno e Rho, dove venne fermato per mettere in salvo i passeggeri e il personale viaggiante. Non vi furono vittime, ma nonostante il celere intervento dei vigili del fuoco, il convoglio andò completamente distrutto. 

Il disastro segnò la fine degli ATR.100 che, ritenuti pericolosi e antieconomici, vennero ritirati dal servizio con la fine dell'orario estivo del 1961 ed accantonati presso il deposito locomotive di Torino Smistamento in attesa della demolizione.
Negli anni del dopoguerra lo schema realizzativo degli ATR.100 si evidenziò completamente superato dal progresso delle conoscenze tecniche e dall'avvento dei motori piatti che potevano essere sistemati nel sottocassa, ma l'esperienza non certo esaltante degli autotreni articolati non andò irrimediabilmente perduta, perché con quella acquisita nell'immediato anteguerra con le "automotrici ferroviarie sperimentali", permise di iniziare nel 1952 la realizzazione sulla Rete Nazionale delle Ferrovie Spagnole, con i treni automotori TAF Tren Automotor FIAT e TER Trenes Españoles Rápidos, di quel tipo di servizio esteso a tutta la rete che non si era potuto realizzare in Italia con gli ATR.100.

## Caratteristiche
Il convoglio, identificato come tipo FIAT 016 e immatricolato nelle FS come autotreno ATR.100, era composto da tre casse su quattro carrelli, di cui gli estremi avevano un asse motore ciascuno, mentre gli intermedi, su cui poggiavano le casse attigue secondo lo schema Jakobs, erano semplicemente portanti (rodiggio (1A)2'2'(A1)); la trasmissione meccanica era composta da frizione, cambio a quattro marce e ruota libera; la cassa anteriore era completamente dedicata a cucina, bagagliaio e servizi, tra i quali un gruppo elettrogeno per il condizionamento dell'aria.
I due carrelli estremi erano motori, con una potenza complessiva di 800 CV. Allo stato di origine, gli ATR.100 avevano una massa a vuoto di 82,100 kg e disponevano di 78 posti a sedere (36 di 1ª classe e 42 di 2ª classe) ed erano inoltre dotati di servizio di ristorante con pasti serviti sul posto ed aria condizionata, per quei tempi vere e proprie raffinatezze. Due motori Diesel tipo FIAT V1612, tarati a 400 CV a 1600 giri/min, gli consentivano di raggiungere la ragguardevole velocità di 160 km/h..

### Prospetto riassuntivo
- ATR.101 (dopo modifica 1948) posti a sedere 115
- ATR.102 Distrutto durante la guerra
- ATR.103 (dopo modifica 1948) posti a sedere 115
- ATR.104 Distrutto durante la guerra
- ATR.105 Distrutto durante la guerra
- ATR.106 (dopo modifica 1948) posti a sedere 115; serio incendio a bordo della prima unità nel 1957; completamente distrutto da un incendio il 3 giugno 1961
- ATR.107 (dopo modifica 1948) posti a sedere 136
- ATR.108 (dopo modifica 1948) posti a sedere 115
- ATR.109 Distrutto durante la guerra

### Fonti a stampa
- Antonio Costantini, Automotrici ferroviarie, Roma, Collegio Ingegneri Ferroviari Italiani, 1939, volume I: Cenni descrittivi sulle automotrici e sui motori, pp. 240–250, 531-532.
- Antonio Costantini, Automotrici ferroviarie, 2ª ed., Roma, Collegio Ingegneri Ferroviari Italiani, 1959, pp. 425–459, 932-937.

### Storiografia e complementi
- Automotrice ferroviaria, in Enciclopedia italiana di scienze lettere e arti, Appendice II 1938-1948.
- Nico Molino e Sergio Pautasso, FS Italia. Le automotrici della prima generazione, Torino, Elledi, 1983, ISBN 88-7649-016-7.
- Angelo Nascimbene, ATR story, in Tutto treno, 18 (2003), n. 168, pp. 29-..., ISSN 1124-4232.
- Angelo Nascimbene, ATR 100: i Padani, in Tutto treno & storia, 14 (2012), n. 28, pp. 34-47, ISSN 1124-4232.
- Angelo Nascimbene, Aldo Riccardi, FS anni '50, prima parte Trazione a vapore e Diesel, Albignasego, Duegi, 1995, ISSN 1124-4232 (WC · ACNP).
- Sergio Pautasso, Gli «Autotreni» (FS ATR. 101÷109), in Italmodel Ferrovie, vol. 26, n. 190, 1976,  pp. 76-87.
- Claudio Pedrazzini, A.T.R. 100. L'autotreno rapido di lusso delle Ferrovie Italiane dello Stato, in Nuovo monitore delle strade ferrate, n. 8, 1976,  pp. 4-18.
- Claudio Pedrazzini, A.T.R. 100, Parma, Tuttostoria-Ermanno Albertelli, 1976.
- Oreste Santanera, I treni FIAT. Ottant'anni di contributo FIAT alla tecnica ferroviaria, Milano, Automobilia, 1997, ISBN 88-7960-045-1.
- FS ATR 100 e ATS 1, ScalaeNNe.it, 2 luglio 2016.